# 직접 선거
직접 선거(直接選擧, 영어: direct election)는 선거권자가 중간선거인을 선정하지않고, 직접 피선거권자를 선출하는 것으로, 간접 선거에 대응하는 말이다. 일반적으로 직접 선거가 간접 선거에 비하여 국민의 의사에 직결되어 있다는 점에서 민주적인 제도라고 할 수 있다.
유럽에서는 19세기에 간접선거가 널리 채용되었는데, 그 후 국민의 정치의식이 높아지자 점차 직접선거로 전환, 오늘날에는 직접선거가 선거법의 공리(公理)로 되어 있다.

## 종류

### 대통령 선거
대통령 직선제는 대통령제를 채택하고 있는 국가에서 대통령을 국민의 직접 선거로 선출하는 방식을 의미하며, 간접 선거로 선출하는 방법에 대비되는 방식이다. 
간접 선거로 대통령을 선출하는 대표적인 국가로는 미국이 있으며, 미국은 선거인단이 대통령을 뽑는 방식을 취한다. 이 미국의 대통령 선거는 오늘날까지도 간접선거인데, 선거인이 누구를 대통령으로 선출할 것인가가 미리 정해져 있어서 실제로는 선거인 선거가 대통령 선거 그 자체이기 때문에 직접선거와 다를 바 없다.
대한민국의 대통령 선거는 이와 달리 국민이 직접 선거를 행사한다. 대한민국의 경우 제헌 헌법에서 대통령을 국회에서 선출하는 간선제 방식이었다가, 1952년의 개헌으로 국민의 직접 선거로 대통령을 선출하는 대통령 직선제를 채택하게 된다. 이후 유신 헌법에 의해 대통령 간선제로 바뀌었으나, 1987년 개헌에서 대통령 직선제로 복귀하였다. 이후 현재까지도 직선제 방식이다.
그밖에 직접 선거가 이뤄지는 선거는 다음과 같다.
- 대한민국의 국회의원 선거
- 대한민국의 지방 선거
- 대한민국의 교육감 선거
- 미국의 상원, 하원 선거
- 영국의 하원 선거
- 프랑스의 대통령 선거
- 일본의 참의원, 중의원 선거
- 중화민국의 총통 선거
- 러시아의 대통령 선거

## 같이 보기
- 직접민주주의
- 간접 선거
- 주민 투표